# Сордариевые
Сорда́риевые (лат. Sordariaceae) — семейство грибов-аскомицетов (Ascomycota) порядка Sordariales из группы пиреномицетов.
По старой системе — типичные представители порядка Сферейных (Sphaeriales sensu lato).
Мицелиальные грибы. Плодовые тела — перитеции, обычно чёрные или тёмно-коричневые, 1—2 мм высотой. Сумки перемежаются многочисленными парафизами, которые к моменту созревания обычно исчезают. Аскоспоры обычно одноклеточные, коричнево-чёрные, часто со слизистыми придатками. Стенки сумок не разрушаются, на вершине их имеются кольцо или валик, способствующие активному выбрасыванию аскоспор.
Почвенные, часто копрофильные грибы (на навозе травоядных животных появляются вслед за мукоровыми).
Сордариевые не имеют большого экономического значения. Некоторые из них (Neurospora crassa, Sordaria fimicola) используются как лабораторные объекты.

## Представители
- Сорда́рия (Sordaria)

Сордария навозная (S. fimicola) typus отличается отсутствием конидиального спороношения; размножается только аскоспорами. Гомоталличный вид. Объект исследования физиологии грибов (метаболизм биотина и тиамина) и генетики (моногенное наследование окраски — от тёмно-коричневой до серой); легко растёт в культуре на средах с агаром. Шейки перитециев обладают положительным фототропизмом, и споры выбрасываются по направлению к источнику света.
S. brevicaulis — гетероталличный вид.
- Гелазиноспо́ра (Gelasinospora)

Близка сордарии. G. cerealis — почвенный гриб, возможно вызывающий полегание пшеницы и овса. Аскоспоры к созреванию становятся двухклеточными. Споры требовательны к условиям среды для прорастания.
G. tetrasperma — копрофил. В сумке четыре двуядерные споры.
- Нейроспо́ра (Neurospora)

Близка сордарии и гелазиноспоре. N. crassa («красная хлебная плесень») — один из популярных генетических объектов.
- Плевра́ге (Pleurage)

Имеет приспособления для распространения спор: слизистые шнуровидные придатки, приклеивающиеся к траве.